# Liste öffentlicher Bücherschränke in Stuttgart
In der Liste öffentlicher Bücherschränke in Stuttgart sind öffentliche Bücherschränke für Orte, die zum Stadtkreis Stuttgart in Baden-Württemberg gehören, aufgeführt. Sie ist primär nach Orten sortiert, unabhängig davon, ob es sich um Ortsteile, Gemeinden oder Städte handelt. Der Artikel ist Teil der übergeordneten Liste öffentlicher Bücherschränke in Baden-Württemberg. Ein öffentlicher Bücherschrank ist ein Schrank oder schrankähnlicher Aufbewahrungsort mit Büchern, der dazu dient, Bücher kostenlos, anonym und ohne jegliche Formalitäten zum Tausch oder zur Mitnahme anzubieten. Die Liste erhebt keinen Anspruch auf Vollständigkeit.

## Öffentliche Bücherschränke in Stuttgart
Derzeit sind im Stadtkreis Stuttgart 30 öffentliche Bücherschränke erfasst (Stand: 11. August 2025):
| Bild | Ausführung    | Ort                  | Seit          | Anmerkung | Geokoordinaten                       |
| ---- | ------------- | -------------------- | ------------- | --- | ------------------------------------ |
|      | Bücherregal   | Botnang              | Aug. 2014     | Bezirksrathaus Botnang, Erdgeschoss | ⊙ Klinglerstraße 7                   |
|      | Bücherschrank | Birkach              |               | Bücherschrank an der Grüninger Straße am Ev. Bildungszentrum | ⊙ Grüninger Straße 25                |
|      | Bücherregal   | Degerloch            |               | Versöhnungskirche Degerloch | ⊙ Löwenstraße 116                    |
|      | Bücherschrank | Feuerbach            | Apr. 2019     | Bücherschrank an der Ecke Klagenfurter Straße/Stuttgarter Straße am Hirschbrunnen | ⊙ Klagenfurter Straße 31             |
|      | Bücherschrank | Giebel               |               | Bücherschrank Giebel | ⊙ Ernst-Reuter-Platz 3               |
|      | Bücherregal   | Hedelfingen          |               | Bürgerhaus Hedelfingen; Nur während der Öffnungszeiten zugänglich. | ⊙ Hedelfinger Straße 163             |
|      | Bücherregal   | Heumaden             | 2010          | Büchertauschbörse, Öffentliches Bücherregal Heumaden | ⊙ Bildäckerstraße 2, Dorfplatz       |
|      | Bücherzelle   | Hofen                | 5. Juli 2014  | Telefonzelle als öffentlicher Bücherschrank auf dem Kelterplatz | ⊙, Kelterplatz Hofen                 |
|      | Bücherschrank | Mitte                |               | am Bahnhof | ⊙ Baustraße Stuttgart 21             |
|      | Bücherschrank | Mitte                |               | Rechts vor dem Eingang der Gaststätte Schlesinger – Derzeit geschlossen (Stand: 23. Jan. 2021), möglicherweise wegen des durch die Corona-Pandemie bedingten Lockdowns.                                                            | ⊙, Schloßstraße 28                   |
|      | Bücherschrank | Mitte                |               | Büchertauschstelle | ⊙ Rotebühlplatz 20C                  |
|      | Bücherschrank | Mitte                | 2016          | Selbstgebauter Bücherschrank am Schützenplatz im Kernerviertel. Der Bücherschrank wird vom Nachbarschaftsverein Casa Schützenplatz e. V. betreut und wurde zuletzt im Mai 2020 erweitert.                                          | ⊙ Schützenplatz                      |
|      | Bücherregal   | Möhringen            |               | Bücherhäuschen vor dem CVJM Heim | ⊙ Leinenweberstraße 27               |
|      | Telefonzelle  | Mühlhausen           | Mai 2020      | Private Bücher-Tausch-Zelle in Mühlhausen | ⊙, Schirmerstraße 44                 |
|      | Bücherschrank | Münster              |               | allgemeiner Verschenkschrank, nicht nur für Bücher | ⊙ Mainstraße 71                      |
|      | Bücherschrank | Nord                 |               | Bücherschrank Stuttgart / Mailänder Platz | ⊙ Mailänder Platz 7                  |
|      | Bücherschrank | Ost                  |               | OBCZ Stuttgart Ost – Astoria | ⊙ Ostendstraße 67                    |
|      | Bücherregal   | Plieningen-Hohenheim |               | Bücherschrank Polizeiposten Plieningen, vor Eingang Bezirksrathaus Plieningen-Birkach | ⊙ Wollgrasweg 6                      |
|      | Telefonzelle  | Schönberg            | August 2021   | Bücher-Telefonzelle BUCH BOX vom Bürgerverein Schönberg | ⊙ Taldorfer Straße 59                |
|      | Bücherschrank | Stammheim            | 26. März 2021 | Bücherschrank auf dem Freihofplatz, nähe Bezirksrathaus | ⊙ Freihofplatz                       |
|      | Telefonzelle  | Untertürkheim        | Dez. 2014     | Untertürkheimer Bücherzelle; barrierefreier Zugang in der Fußgängerzone; Bürgerinitiative „Bunt statt grau“ | ⊙ Widdersteinstraße 22               |
|      | Bücherschrank | Vaihingen            |               | Baumbibliothek Stuttgart-Vaihingen 2/2 | ⊙ Honigwiesenstraße 41               |
|      | Bücherschrank | Vaihingen            |               | HdM\Lernwelt | ⊙ Nobelstraße                        |
|      | Bücherschrank | Vaihingen            |               | Baumbibliothek Stuttgart-Vaihingen 1/2 | ⊙ Zürnstraße 2                       |
|      | Bücherschrank | Vaihingen-Dachswald  | Aug. 2020     | Privater Bücherschrank Dachswald | ⊙ Knappenweg 95                      |
|      | Bücherschrank | Vaihingen-Dürrlewang | Juli 2020     | 5 Bücherschränke im Dürrlewang-Park |                                      |
|      | Telefonzelle  | Wangen               | Nov. 2020     | Zwei öffentliche Bücherboxen, gespendet von den Mattenspringern der SportKultur Stuttgart | ⊙ Wangener Marktplatz 1              |
|      | Bücherschrank | Weilimdorf           |               | vor dem Dietrich-Bonhoeffer-Gemeindezentrum | ⊙ Wormser Straße 27                  |
|      | Bücherschrank | Weilimdorf           |               | | ⊙ Florian-Geyer-Straße 12            |
|      | Telefonzelle  | West                 | Apr. 2018     | öffentlich zugängliche Bücherzelle, errichtet im Rahmen der Veranstaltungsreihe „Bunter Kulturwinter 2017/2018“, gefördert von der Aktion Mensch, eine Initiative des ZSL Stuttgart – Beratungsstelle für Menschen mit Behinderung | ⊙ Reinsburgstraße 56, im Hof des ZSL |

## Statistik
Für einen Vergleich zu den anderen Stadt- und Landkreisen Baden-Württembergs sowie zum Landesdurchschnitt siehe die Statistik öffentlicher Bücherschränke in Baden-Württemberg.